# Kolarstwo na Letnich Igrzyskach Olimpijskich 1928
Kolarstwo na Letnich Igrzyskach Olimpijskich 1928 w Amsterdamie rozgrywane było w dniach 4–6 sierpnia 1928 r. Konkurencje torowe odbyły się na Stadionie Olimpijskim. Po raz pierwszy rozegrano torowy wyścig na 1 km na czas, który był w programie igrzysk aż do 2004 roku. Długość wyścigu szosowego wynosiła 168 km.

## Medaliści
| Konkurencja                                 | Złoto                                                      | Srebro                                                                  | Brąz                                                       |
| kolarstwo szosowe                           |                                                            |                                                                         |                                                            |
| indywidualna jazda na czas (szczegóły)      | Henry Hansen                                               | Frank Southall                                                          | Gösta Carlsson                                             |
| drużynowa jazda na czas (szczegóły)         | Dania · Henry Hansen, · Leo Nielsen, · Orla Jørgensen      | Wielka Brytania · Frank Southall, · Jack Lauterwasser, · John Middleton | Szwecja · Gösta Carlsson, · Erik Jansson, · Georg Johnsson |
| kolarstwo torowe                            |                                                            |                                                                         |                                                            |
| Sprint (szczegóły)                          | Roger Beaufrand                                            | Antoine Mazairac                                                        | Willy Falck Hansen                                         |
| Tandemy (szczegóły)                         | Holandia · Bernard Leene, Daan van Dijk                    | Wielka Brytania · Jack Sibbit, Ernest Chambers                          | Rzesza Niemiecka · Karl Köther, Hans Bernhardt             |
| Wyścig drużynowy na dochodzenie (szczegóły) | Włochy · L. Tasselli, G. Gaioni, · C. Facciani, M. Lusiani | Holandia · J. Braspennincx, J. Maas, · J. Pijnenburg, P. van der Horst  | Wielka Brytania · H. Wyld, L. Wyld, · P. Wyld, M. Southall |
| 1 km na czas (szczegóły)                    | Willy Falck Hansen                                         | Gerard van Drakestein                                                   | Dunc Gray                                                  |

### Kolarstwo szosowe

#### Wyścig na czas - indywidualnie
| Miejsce | Państwo         | Zawodnik          | Czas      |
| ------- | --------------- | ----------------- | --------- |
| 1.      | Dania           | Henry Hansen      | 4:47:18 h |
| 2.      | Wielka Brytania | Frank Southall    | 4:55:06 h |
| 3.      | Szwecja         | Gösta Carlsson    | 5:00:17 h |
| 4.      | Włochy          | Allegro Grandi    | 5:02:05 h |
| 5.      | Wielka Brytania | Jack Lauterwasser | 5:02:57 h |
| 6.      | Szwajcaria      | Gottlieb Amstein  | 5:04:48 h |
| 7.      | Dania           | Leo Nielsen       | 5:05:37 h |
| 8.      | Francja         | André Aumerle     | 5:07:12 h |

#### Wyścig na czas - drużynowo
| Miejsce | Państwo         | Zawodnik                                         |
| ------- | --------------- | ------------------------------------------------ |
| 1.      | Dania           | Henry Hansen Leo Nielsen Orla Jørgensen          |
| 2.      | Wielka Brytania | Frank Southall Jack Lauterwasser John Middleton  |
| 3.      | Szwecja         | Gösta Carlsson Erik Jansson Georg Johnsson       |
| 4.      | Włochy          | Allegro Grandi Michele Orecchia Ambrogio Beretta |
| 5.      | Belgia          | Jean Aerts Pierre Houdé Jef Lowagie              |
| 6.      | Szwajcaria      | Gottlieb Amstein Jakob Caironi Türel Wanzenried  |
| 7.      | Francja         | André Aumerle Louis Bessière Octave Dayen        |
| 8.      | Argentyna       | Cosme Saavedra Francisco Bonvehi José López      |

Rezultaty tej konkurencji ustalono na podstawie sumy czasów trzech najlepszych zawodników z danego kraju w wyścigu indywidualnym na czas.

### Kolarstwo torowe

#### Sprint
| Miejsce | Państwo          | Zawodnik            | Czas |
| ------- | ---------------- | ------------------- | ---- |
| 1.      | Francja          | Roger Beaufrand     | 12.8 |
| 2.      | Holandia         | Antoine Mazairac    |      |
| 3.      | Dania            | Willy Falck Hansen  |      |
| 4.      | Rzesza Niemiecka | Hans Bernhardt      |      |
| 5.      | Polska           | Jerzy Koszutski     |      |
| 5.      | Argentyna        | Antonio Malvassi    |      |
| 5.      | Australia        | Jack Standen        |      |
| 5.      | Belgia           | Yves Van Massenhove |      |

#### Tandemy
| Miejsce | Państwo          | Zawodnik                            |
| ------- | ---------------- | ----------------------------------- |
| 1.      | Holandia         | Bernard Leene Daan van Dijk         |
| 2.      | Wielka Brytania  | Jack Sibbit Ernest Chambers         |
| 3.      | Rzesza Niemiecka | Karl Köther Hans Bernhardt          |
| 4.      | Włochy           | Francesco Malatesta Adolfo Corsi    |
| 5.      | Austria          | August Schaffer Franz Dusika        |
| 5.      | Francja          | Hubert Guyard Henri Lemoine         |
| 5.      | Polska           | Stanisław Podgórski Ludwik Turowski |

W tej konkurencji wystartowało tylko siedem ekip.

#### Drużynowo na dochodzenie
| Miejsce | Państwo          | Zawodnik                                                              |
| ------- | ---------------- | --------------------------------------------------------------------- |
| 1.      | Włochy           | Luigi Tasselli Giacomo Gaioni Cesare Facciani Mario Lusiani           |
| 2.      | Holandia         | Janus Braspennincx Jan Maas Jan Pijnenburg Piet van der Horst         |
| 3.      | Wielka Brytania  | Harry Wyld Lew Wyld Percy Wyld Monty Southall                         |
| 4.      | Francja          | André Aumerle Octave Dayen René Brossy André Trantoul                 |
| 5.      | Belgia           | August Meuleman Yves Van Massenhove Albert Muylle Jean Van Buggenhout |
| 5.      | Kanada           | Lew Elder Jim Davies Andrew Houting Torchy Peden                      |
| 5.      | Rzesza Niemiecka | Josef Steger Anton Joksch Kurt Einsiedel Hans Dormbach                |
| 5.      | Polska           | Józef Lange Alfred Reul Jan Zybert Józef Oksiutycz                    |

#### 1 km na czas
| Miejsce | Państwo          | Zawodnik              | Czas     |
| ------- | ---------------- | --------------------- | -------- |
| 1.      | Dania            | Willy Falck Hansen    | 1:14.4 h |
| 2.      | Holandia         | Gerard van Drakestein | 1:15.2 h |
| 3.      | Australia        | Dunc Gray             | 1:15.6 h |
| 4.      | Francja          | Octave Dayen          | 1:16.0 h |
| 5.      | Rzesza Niemiecka | Kurt Einsiedel        | 1:17.2 h |
| 6.      | Wielka Brytania  | Ted Kerridge          | 1:18.0 h |
| 6.      | Polska           | Józef Lange           | 1:18.0 h |
| 8.      | Argentyna        | Francisco Rodríguez   | 1:18.4 h |

## Kraje uczestniczące
W zawodach wzięło udział 149 kolarzy z 27 krajów:
| - Argentyna - Australia - Austria - Belgia - Chile - Czechosłowacja - Dania - Finlandia - Francja - Hiszpania - Irlandia - Holandia - Królestwo SHS - Kanada | - Litwa - Luksemburg - Łotwa - Niemcy - Norwegia - Polska - Stany Zjednoczone - Szwajcaria - Szwecja - Turcja - Wielka Brytania - Włochy - Południowa Afryka |

## Klasyfikacja medalowa
| #  | Reprezentacja    | Złoto | Srebro | Brąz | Razem |
| -- | ---------------- | ----- | ------ | ---- | ----- |
| 1. | Dania            | 3     | 0      | 1    | 4     |
| 2. | Holandia         | 1     | 3      | 0    | 4     |
| 3. | Francja          | 1     | 0      | 0    | 1     |
|    | Włochy           | 1     | 0      | 0    | 1     |
| 5. | Wielka Brytania  | 0     | 3      | 1    | 4     |
| 6. | Szwecja          | 0     | 0      | 2    | 2     |
| 7. | Australia        | 0     | 0      | 1    | 1     |
|    | Rzesza Niemiecka | 0     | 0      | 1    | 1     |